# Pince à long bec

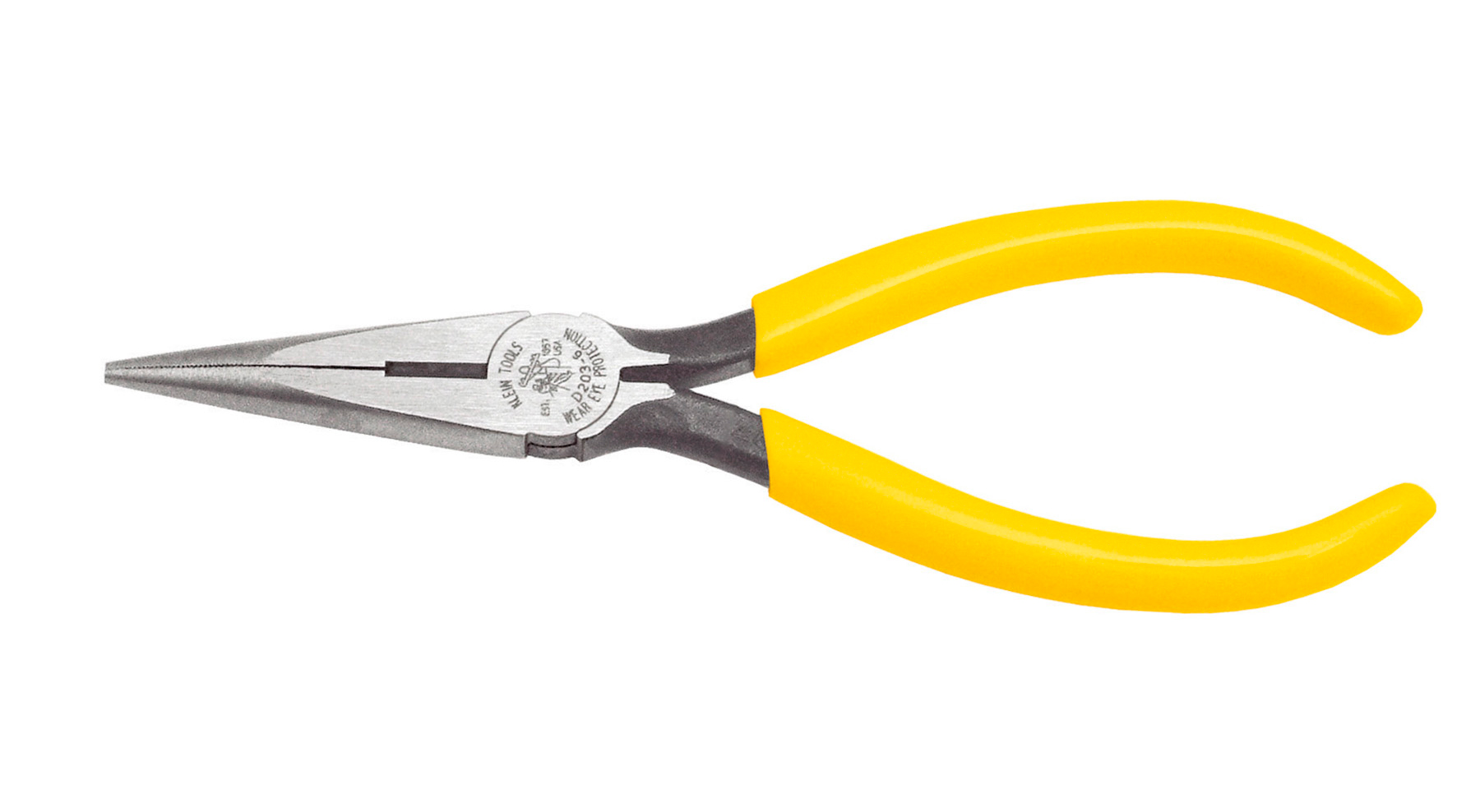
Pince à long bec Klein Tools D203-6.

Une pince à long bec, pince long-nez au Québec, est un outil utilisé notamment par les électriciens et permettant de manipuler des pièces de petite taille ou de travailler dans des espaces restreints.